# Anilazin
Anilazin ist ein Wirkstoff zum Pflanzenschutz und eine heterocyclische organische Verbindung aus der Gruppe der Triazine. Sie liegt in Form eines farblosen Feststoffes vor und wird als Fungizid eingesetzt.

## Geschichte
Anilazin wurde 1953 von der Ethyl Corporation patentiert. Es war das erste Pflanzenschutzmittel auf Basis von Cyanurchlorid.

## Gewinnung und Darstellung
Anilazin kann durch Reaktion von Cyanurchlorid und o-Chloranilin gewonnen werden.

## Verwendung
Anilazin wird als Kontaktfungizid verwendet. Es wird bzw. wurde gegen zahlreiche Blatt- und Fruchtkrankheiten (z. B. bei Befall mit Septoria, Alternaria, Colletotrichum coffeanum, Leptosphaeria nodorum und Pyrenophora teres) bei verschiedenen Kulturpflanzen (Kaffee, Getreide, Tabak) eingesetzt.

## Zulassung
In den EU-Staaten einschließlich Deutschland und Österreich sowie in der Schweiz sind keine Pflanzenschutzmittel mit diesem Wirkstoff zugelassen.